# Gemma Arterton
Gemma Christina Arterton (Gravesend, 2 febbraio 1986) è un'attrice britannica.

## Biografia

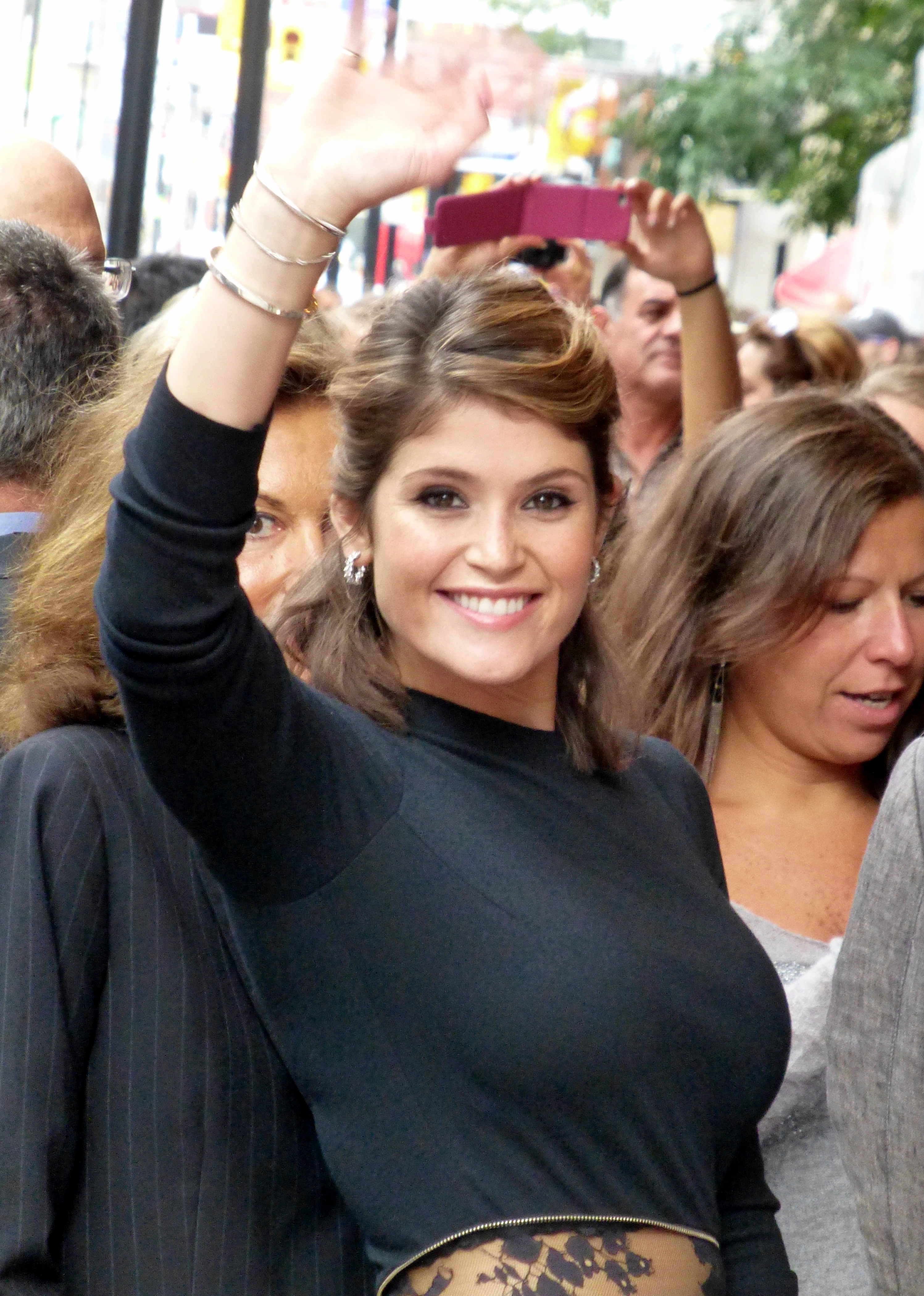
Gemma Arterton alla presentazione del film Gemma Bovery (2014)

È nata il 2 febbraio 1986, figlia di Barry Arterton, un operaio saldatore, e di SallyAnne Heap, una donna delle pulizie. È nata affetta da polidattilia a entrambe le mani, ma le due dita in più le sono state tolte subito dopo la nascita. Quando aveva cinque anni i suoi genitori divorziarono e da allora lei e la sorella, Hannah Jane, sono state cresciute dalla madre. Gemma ha lavorato come commessa in una agenzia di trucco, ma si è avvicinata presto alla recitazione frequentando la Gravesend Grammar School for Girls a Gravesend nel Kent, un corso di arti al Teatro Miskin a Dartford e diplomandosi presso la Royal Academy of Dramatic Art nel 2007, anno in cui ebbe il suo primo ruolo professionale. Fece parlare di sé soprattutto quando la produzione del ventiduesimo film della saga di James Bond annunciò che sarebbe stata la nuova Bond girl, scelta tra 1500 candidate.
Nel 2008 apparve infatti nel film Quantum of Solace, interpretando il ruolo dell'Agente Fields. L'annuncio giunse al termine di un anno comunque importante per lei, dato che recitò in due importanti produzioni: St. Trinian's di Oliver Parker e Barnaby Thompson, dove incontrò la precedente Bond girl Caterina Murino e del quale avrebbe recitato anche il sequel, e RocknRolla di Guy Ritchie. Nello stesso periodo fu il volto di Avon per il 2007. Stava per diventare anche il nuovo volto della Rimmel, ma per problemi contrattuali con Avon ciò non si è verificato.
Nel 2008 fu contesa tra Hans Matheson e Eddie Redmayne, nell'adattamento cinematografico Tess dei d'Urberville, tratto dall'omonimo romanzo di Thomas Hardy. Nel 2009 ha preso parte ai film I Love Radio Rock e La scomparsa di Alice Creed. Nel 2010 ha recitato nei film Scontro tra titani e Prince of Persia - Le sabbie del tempo ed è stata la protagonista di Tamara Drewe - Tradimenti all'inglese. Nel 2012 è stata protagonista, insieme a Saoirse Ronan, di Byzantium, film diretto da Neil Jordan. Nello stesso anno è comparsa insieme a Vanessa Redgrave, nel film Una canzone per Marion, diretto da Paul Andrew Williams.
Nel 2013 è stata protagonista, insieme a Jeremy Renner, di Hansel & Gretel - Cacciatori di streghe, film diretto da Tommy Wirkola, e ha recitato anche in Runner, Runner di Brad Furman. Nel 2015 recita nel musical Made in Dagenham all'Adelphi Theatre di Londra e riceve una nomination al Laurence Olivier Award alla migliore attrice in un musical. Dopo due anni tutti teatrali, l’attrice torna sul grande schermo con ben 5 lavori cinematografici da protagonista, tutti in uscita nel 2016: il drammatico 100 Streets, l’horror La ragazza che sapeva troppo, il romantico The History of Love, la commedia ambientata nella seconda guerra mondiale L'ora più bella e il drammatico Quattro vite. A fine anno interpreta Giovanna d'Arco nella pièce di George Bernard Shaw Saint Joan alla Donmar Warehouse.
Nel 2017 è protagonista insieme a Dominic Cooper di The Escape mentre nel 2018 interpreta Marilyn Monroe in un episodio della serie tv Urban Myths ed inizia a lavorare al film Vita & Virginia, la storia vera della relazione sentimentale fra due scrittrici degli anni 30. Nel 2019 è nel cast dei film My Zoe di Julie Delpy, Murder Mistery, produzione web per Netflix. Nel 2020 è protagonista del film drammatico Giorni d'estate e della miniserie-tv Black Narcissus. Nel 2021 torna a teatro con la commedia Walden e al cinema esce The King’s Man - le origini, prequel del ciclo omonimo. Inoltre interpreta una donna incinta che lascia la casa e si infuria contro il mondo nel cortometraggio Bump scritto e diretto dal marito Rory Keenan.
Nel 2022 esce il film Caccia all'agente Freegard mentre nel 2023 oltre al thriller Il critico - Crimini tra le righe è protagonista di due serie tv: Rapina e fuga firmato Disney e Funny Woman su Sky, che si ripete nel 2024 con una seconda stagione, mentre nel 2025 lavora ad un’altra serie tv di spionaggio Secret Service.

### Vita privata
Tifosa del Charlton, è stata fidanzata per 18 mesi (tra il 2007 e il 2008) con l'animatore John Nolan ed in seguito con lo stuntman Eduardo Ivan Munoz, conosciuto sul set di Prince of Persia - Le sabbie del tempo. Nel luglio 2009, ha celebrato il suo fidanzamento a Londra con il consulente di moda Stefano Catelli. I due si sono sposati il 5 giugno 2010 in un castello dell'Andalusia, presso Zuheros. Nel febbraio del 2013 l'attrice ha annunciato la separazione del loro matrimonio, concluso poi nel 2015 con il divorzio. Nel 2013 è stata legata all'assistente alla regia Franklin Ohannessian, conosciuto sul set di The Voices. Nel 2019 ha sposato l'attore Rory Keenan e la coppia ha avuto un figlio nato nel dicembre 2022.

## Filmografia

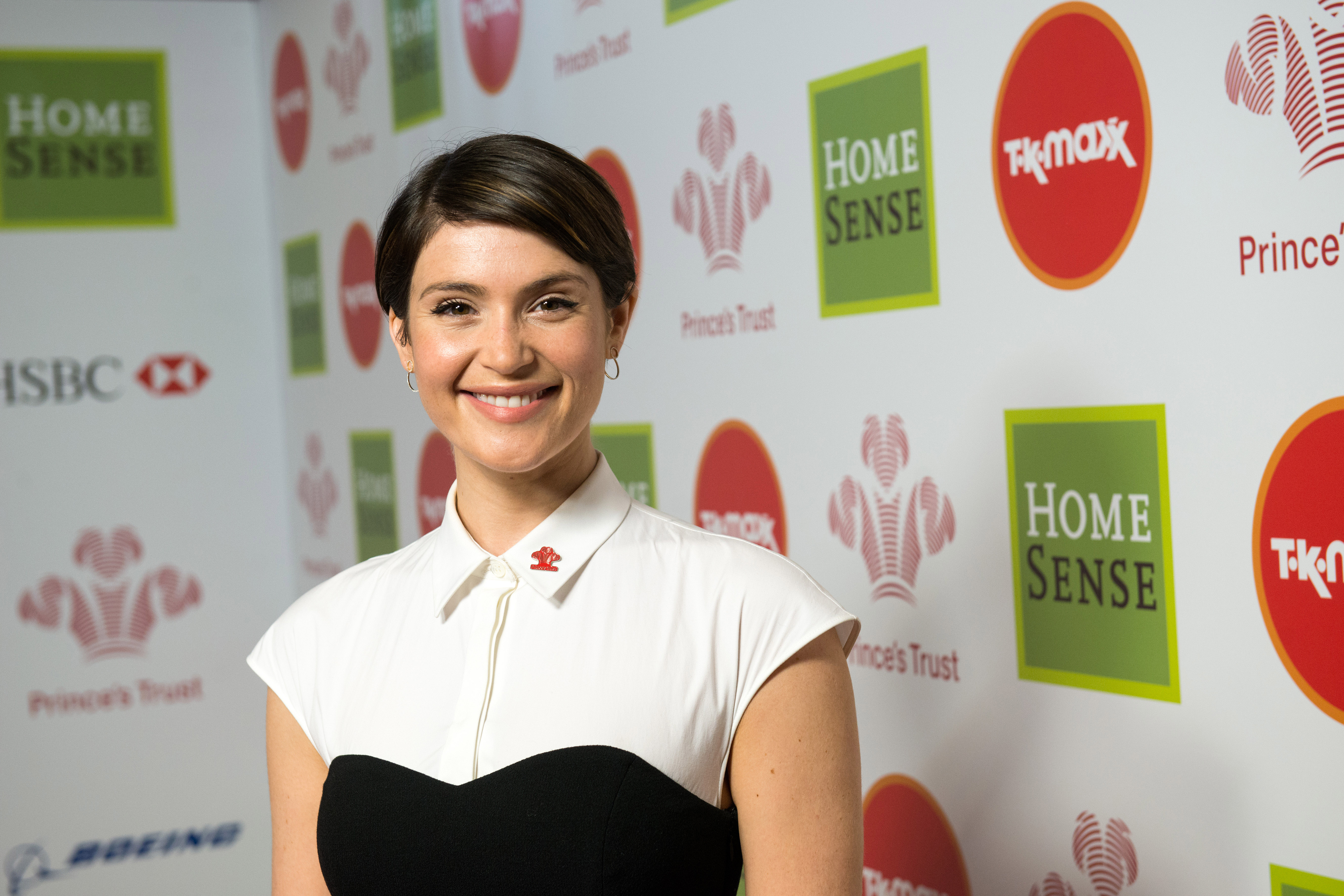
Gemma Arterton Al The Prince's Trust Awards Ceremony 2017.

### Attrice

#### Cinema
- St. Trinian's, regia di Oliver Parker e Barnaby Thompson (2007)
- Three and Out, regia di Jonathan Gershfield (2008)
- RocknRolla, regia di Guy Ritchie (2008)
- Quantum of Solace, regia di Marc Forster (2008)
- I Love Radio Rock (The Boat That Rocked), regia di Richard Curtis (2009)
- La scomparsa di Alice Creed (The Disappearance of Alice Creed), regia di J Blakeson (2009)
- St.Trinian's 2 - La leggenda del tesoro segreto (St Trinian's 2 - The Legend of Fritton's Gold), regia di Oliver Parker e Barnaby Thompson (2009)
- Scontro tra titani (Clash of the Titans), regia di Louis Leterrier (2010)
- Prince of Persia - Le sabbie del tempo (Prince of Persia: The Sands of Time), regia di Mike Newell (2010)
- Tamara Drewe - Tradimenti all'inglese (Tamara Drewe), regia di Stephen Frears (2010)
- Byzantium, regia di Neil Jordan (2012)
- Una canzone per Marion (Unfinished Song), regia di Paul Andrew Williams (2012)
- Hansel & Gretel - Cacciatori di streghe (Hansel and Gretel: Witch Hunters), regia di Tommy Wirkola (2013)
- Runner, Runner, regia di Brad Furman (2013)
- The Voices, regia di Marjane Satrapi (2014)
- Gemma Bovery, regia di Anne Fontaine (2014)
- 100 Streets, regia di Jim O'Hanlon (2016)
- La ragazza che sapeva troppo (The Girl with All the Gifts), regia di Colm McCarthy (2016)
- La storia dell'amore (The History of Love), regia di Radu Mihăileanu (2016)
- L'ora più bella (Their Finest), regia di Lone Scherfig (2016)
- Quattro vite (Orpheline), regia di Arnaud des Pallières (2016)
- The Escape, regia di Dominic Savage (2017)
- Vita & Virginia, regia di Chanya Button (2018)
- Murder Mystery, regia di Kyle Newacheck (2019)
- La leggendaria Dolly Wilde (How to Build a Girl), regia di Coky Giedroyc (2019)
- My Zoe, regia di Julie Delpy (2019)
- Giorni d'estate (Summerland), regia di Jessica Swale (2020)
- Walden, regia di Ian Rickson (2021)
- The King's Man - Le origini (The King's Man), regia di Matthew Vaughn (2021)
- Rogue Agent, regia di Adam Patterson e Declan Lawn (2022)
- Il critico - Crimini tra le righe (The Critic), regia di Anand Tucker (2023)

#### Televisione
- Capturing Mary, regia di Stephen Poliakoff – film TV (2007)
- Il romanzo di Amanda (Lost in Austen) – miniserie TV, puntate 01-04 (2008)
- Tess dei d'Urberville (Tess of the D'Urbervilles), regia di David Blair – miniserie TV (2008)
- Perfect, regia di Christopher Obi – cortometraggio TV (2009)
- Inside No. 9 – serie TV, episodio 1x03 (2014)
- Urban Myths – serie TV, episodio 1x02 (2018)
- Narciso nero (Black Narcissus), regia di Charlotte Bruus Christensen – miniserie TV (2020)
- Funny Woman - Una reginetta in TV (Funny Woman) – serie TV, 10 episodi (2023-2024)
- Rapina e fuga (Culprits) – serie TV, 7 episodi (2023)

### Doppiatrice
- Le avventure di Sammy (Sammy's avonturen: De geheime doorgang), regia di Ben Stassen (2010)
- La collina dei conigli (Watership Down), regia di Noam Murro – miniserie TV (2018)
- StarDog and TurboCat, regia di Ben Smith (2019)
- Talpis (Moley) – serie animata, 14 episodi (2021-2022)
- Il prodigioso Maurice (The Amazing Maurice), regia di Toby Genkel e Florian Westermann (2022)
- Buffalo kids, regia di Juan Jesús García Galocha, Pedro Solís García, (2024)
- Watch the Skies, regia di Mark Byers (2025)
- Grand Prix of Europe, regia di Waldemar Fast (2025)

## Teatro
- Love’s Labour’s Lost, regia di Dominic Dromgoole (2007)
- The Little Dog Laughed regia di Jamie Lloyd (2010)
- The Master Builder, regia di Hilde Wangel (2010)
- The Duchess of Malfi, regia di Dominic Dromgoole (2014)
- Made in Dagenham, regia di Rupert Goold (2014)
- Nell Gwynn, regia di Christopher Luscombe (2016)
- Saint Joan, regia di Josie Rourke (2017)

## Doppiatrici italiane
Nelle versioni in italiano delle opere in cui ha recitato, Gemma Arterton è stata doppiata da:
- Federica De Bortoli ne La scomparsa di Alice Creed, Prince of Persia - Le sabbie del tempo, Una canzone per Marion, Gemma Bovery, 100 Streets, L'ora più bella, Giorni d'estate
- Domitilla D'Amico[5] in Quantum of Solace, Tamara Drewe - Tradimenti all'inglese, La ragazza che sapeva troppo, Narciso Nero, The King's Man - Le origini, Rapina e fuga[6]
- Sara Ferranti in St. Trinian's, St Trinian's 2 - La leggenda del tesoro segreto
- Daniela Abbruzzese in Byzantium, Quattro vite
- Francesca Fiorentini in Hansel & Gretel - Cacciatori di streghe, Runner Runner
- Valentina Mari ne La storia dell'amore, Murder Mystery
- Claudia Pittelli in RocknRolla
- Letizia Ciampa in Tess dei d'Urberville
- Ilaria Latini in I Love Radio Rock
- Barbara De Bortoli in Scontro tra titani
- Perla Liberatori in The Escape, Vita & Virginia
- Gianna Gesualdo in The Voices
- Myriam Catania in Funny Woman - Una reginetta in TV
- Stefania De Peppe ne Il critico - Crimini tra le righe